# Музей незалежності (Баку)
Музей незалежності (азерб. İstiqlal Muzeyi), або Музей «Істіглал» — музей, створено 7 грудня 1919 році в столиці Азербайджанської Демократичної Республіки, в місті Баку. Велику роль у створенні музею відіграли Г. Мірзаджамалов та І. М. Агаоглу. У музеї були зібрані археологічні знахідки, твори художників, екземпляри рідкісних книг, предмети нумізматики, ювелірні прикраси і т. д.
Музей розташовувався в будівлі парламенту АДР (нині — будівля Інституту рукописів Національної Академії Наук Азербайджану). Відзначається, що саме тоді в Азербайджані вперше була зроблена спроба створення правового документа з організації та зберіганню музейних предметів. Музей проіснував всього один рік і не зміг здійснити всіх задуманих планів. Він був ліквідований в 1920 році, коли в Азербайджані була встановлена Радянська влада. Матеріали, зібрані в музеї, стали основою для фондів «Музекскурс» і Азербайджанського державного музею.
Створення цього музею вважається другою спробою створення в Азербайджані музею.1

## Виноски
1.↑ Відзначається, що спроба створення першого музею на території Азербайджану була зроблена Джаліль Мамедкулізаде в 1890 році, коли він організував у школі села нехрен (Нахічеванська АР) краєзнавчий музей, в якому були зібрані матеріали, що розповідають про історію Азербайджану. Архівні документи свідчать про те, що на початку ХХ століття в Баку, при дирекції народних училищ, мався педагогічний музей, створений педагогом А. С. Тхоржевським. Цей музей служив для навчальних цілей, створював і демонстрував методичні та наочні посібники. Він був закритий в 1920 році, після створення музеїв при Наркомосі. Також в архівах були виявлені і документи, що розповідають, що Всеросійське Технічне Товариство при своєму Бакинському відділенні мало невеличкий музей, що складався з 1500 експонатів, розділених по 13 відділам.